# Ilusión de Ebbinghaus

Los dos círculos naranjas son exactamente del mismo tamaño; sin embargo, el de la izquierda "parece" más pequeño.

La ilusión de Ebbinghaus es una ilusión óptica que altera la percepción de las dimensiones relativas. En la versión más conocida de la ilusión, dos círculos de la misma medida son colocados cercanos uno a otro y son circundados, uno por círculos de un tamaño mayor y el otro por círculos de menor tamaño; el primer círculo central parecerá más pequeño que el otro.
Es denominada así en honor a su descubridor, el psicólogo alemán Hermann Ebbinghaus (1850-1909) fue popularizada en el mundo de habla inglesa por Titchener en un libro de texto sobre psicología experimental de año 1901, de ahí que su nombre alternativo sea "Círculos de Titchener".
Aunque comúnmente se le ha asimilado como una ilusión de tamaño, trabajos recientes, sugieren que el factor crítico en la ilusión es la distancia de los círculos circundantes y la continuidad del anillo, lo que lo convierten en una variación de la Ilusión de Delboeuf. Si los círculos que rodean están cerca del círculo central, éste aparentará ser más grande, mientras que si se alejan la percepción será contraria. Obviamente, el tamaño de los círculos circundantes dictan cuan cerca pueden estar del círculo central, resultando en muchos estudios que confunden las 2 variables.
La ilusión de Ebbinghaus ha jugado un papel crucial en el reciente debate sobre la existencia de sendas separadas en el cerebro para la percepción y la acción (para más detalles ver: Hipótesis de las dos corrientes). Se ha argumentado que la Ilusión de Ebbinghaus distorsiona la percepción del tamaño, pero cuando a un sujeto se le pide responder con una acción tal como agarrar con la mano, ninguna distorsión de tamaño ocurre.  Sin embargo trabajos recientes, sugieren que los experimentos no estaban correctos. Los estímulos originales limitaban la posibilidad de error en la acción de coger con la mano, por otro lado, al hacer más exacta la acción de agarrar con la mano, y presentados en versiones de grande y pequeño del estímulo aislado -lo que resulta en una "no ilusión", ya que no hay segundo círculo central que actúe como referencia-, Franz et al, concluye que ambos sistemas tanto de percepción como de acción son igualmente engañados por la ilusión de Ebbinghaus.